# Lavieu
Lavieu est une commune française située dans le département de la Loire en région Auvergne-Rhône-Alpes, et faisant partie de Loire Forez Agglomération.

## Géographie

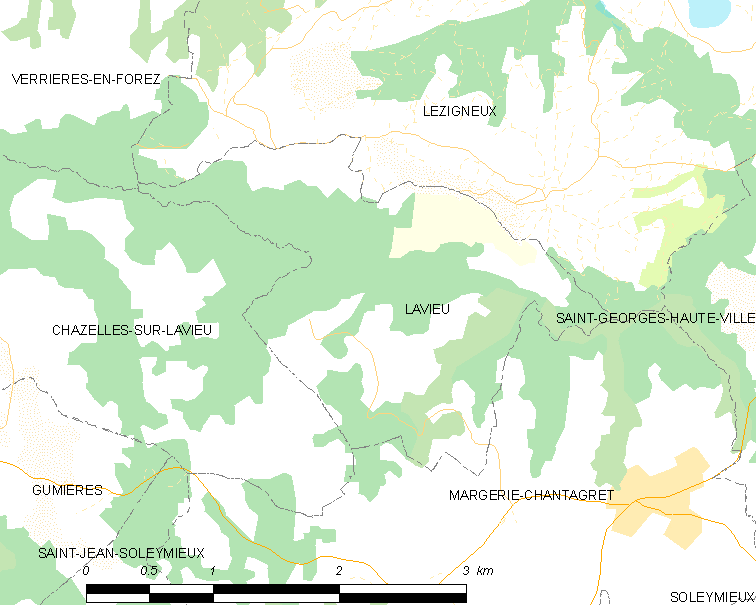
Localisation du village et des communes aux alentours.

| Verrières-en-Forez   |        | Lézigneux           |
|                      | Lavieu |                     |
| Chazelles-sur-Lavieu |        | Margerie-Chantagret |

### Climat
Pour des articles plus généraux, voir Climat d'Auvergne-Rhône-Alpes et Climat de la Loire.
En 2010, le climat de la commune est de type climat des marges montargnardes, selon une étude du Centre national de la recherche scientifique s'appuyant sur une série de données couvrant la période 1971-2000. En 2020, Météo-France publie une typologie des climats de la France métropolitaine dans laquelle la commune est exposée à un climat de montagne ou de marges de montagne et est dans la région climatique Nord-est du Massif Central, caractérisée par une pluviométrie annuelle de 800 à 1 200 mm, bien répartie dans l’année.
Pour la période 1971-2000, la température annuelle moyenne est de 9,6 °C, avec une amplitude thermique annuelle de 16,4 °C. Le cumul annuel moyen de précipitations est de 884 mm, avec 9,8 jours de précipitations en janvier et 7,1 jours en juillet. Pour la période 1991-2020, la température moyenne annuelle observée sur la station météorologique de Météo-France la plus proche, « Savigneux », sur la commune de Savigneux à 9 km à vol d'oiseau, est de 11,0 °C et le cumul annuel moyen de précipitations est de 665,4 mm,. Pour l'avenir, les paramètres climatiques de la commune estimés pour 2050 selon différents scénarios d'émission de gaz à effet de serre sont consultables sur un site dédié publié par Météo-France en novembre 2022.

## Urbanisme

### Typologie
Au 1er janvier 2024, Lavieu est catégorisée commune rurale à habitat très dispersé, selon la nouvelle grille communale de densité à sept niveaux définie par l'Insee en 2022.
Elle est située hors unité urbaine. Par ailleurs la commune fait partie de l'aire d'attraction de Montbrison, dont elle est une commune de la couronne,. Cette aire, qui regroupe 27 communes, est catégorisée dans les aires de moins de 50 000 habitants,.

### Occupation des sols
L'occupation des sols de la commune, telle qu'elle ressort de la base de données européenne d’occupation biophysique des sols Corine Land Cover (CLC), est marquée par l'importance des forêts et milieux semi-naturels (57,3 % en 2018), une proportion sensiblement équivalente à celle de 1990 (57,2 %). La répartition détaillée en 2018 est la suivante : 
forêts (57,3 %), prairies (23,5 %), zones agricoles hétérogènes (11,7 %), terres arables (7,5 %). L'évolution de l’occupation des sols de la commune et de ses infrastructures peut être observée sur les différentes représentations cartographiques du territoire : la carte de Cassini (XVIIIe siècle), la carte d'état-major (1820-1866) et les cartes ou photos aériennes de l'IGN pour la période actuelle (1950 à aujourd'hui).

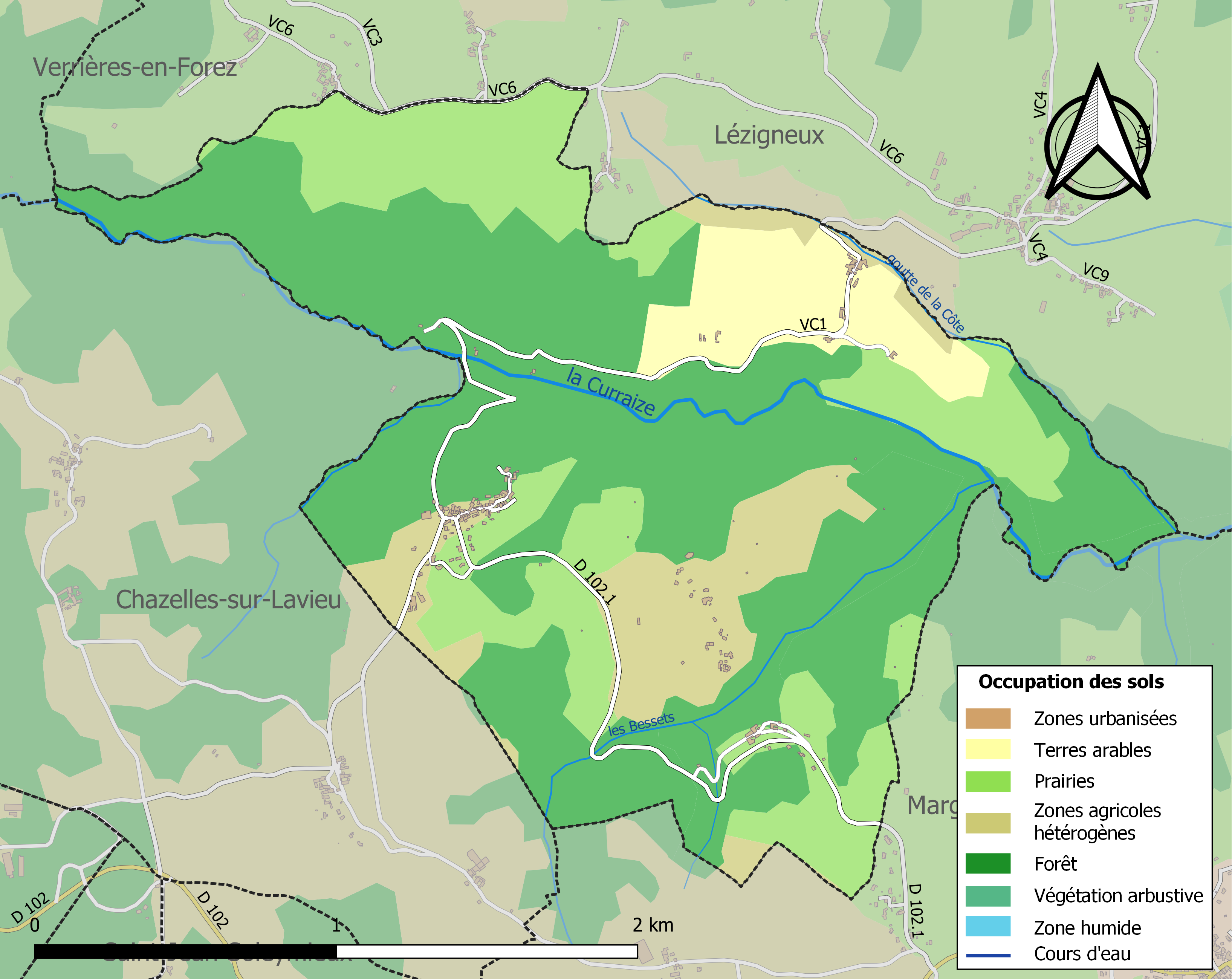
Carte des infrastructures et de l'occupation des sols de la commune en 2018 (CLC).

## Histoire
L'église de Lavieu est mentionnée une première fois en 1153 parmi les possessions de l'abbaye d'Ainay.
Les historiens du Forez ont largement repris la tradition locale relatant l'assassinat du comte Guillaume le jeune par Josserand de Lavieu (seigneur de Jarez, probablement issu de la branche vicomtale lyonnaise et parent des comtes de la première maison) qui aurait conduit à la disparition de la fonction vicomtale à Lyon et à la confiscation des terres foreziennes des Lavieu. Ces derniers n'auraient, dès lors, conservé que leurs possessions en Jarez où il aurait donné naissance à la branche du même nom.
En 1167, Guy II de Forez, alors en conflit avec l'archevêque de Lyon, obtient de Louis VII les droits régaliens pour le château de Lavieu peut-être au détriment de Brian de Lavieu qui apparaît comme ayant mené la guerre contre le comte.

## Politique et administration
| Période                                  | Période   | Identité          | Étiquette | Qualité |
| ---------------------------------------- | --------- | ----------------- | --------- | ------- |
| Les données manquantes sont à compléter. |           |                   |           |         |
| mars 2001                                | mars 2014 | Gabriel Diard     |           |         |
| mars 2014                                | En cours  | Bernard Tranchant |           |         |

Lavieu faisait partie de la communauté d'agglomération de Loire Forez de 2003 à 2016 puis a intégré Loire Forez Agglomération.

## Démographie
L'évolution du nombre d'habitants est connue à travers les recensements de la population effectués dans la commune depuis 1793. Pour les communes de moins de 10 000 habitants, une enquête de recensement portant sur toute la population est réalisée tous les cinq ans, les populations de référence des années intermédiaires étant quant à elles estimées par interpolation ou extrapolation. Pour la commune, le premier recensement exhaustif entrant dans le cadre du nouveau dispositif a été réalisé en 2004.

En 2022, la commune comptait 111 habitants, en évolution de −5,13 % par rapport à 2016 (Loire : +1,32 %, France hors Mayotte : +2,11 %).
| 1793 | 1800 | 1806 | 1821 | 1831 | 1836 | 1841 | 1846 | 1851 |
| ---- | ---- | ---- | ---- | ---- | ---- | ---- | ---- | ---- |
| 209  | 189  | 195  | 212  | 224  | 227  | 207  | 294  | 281  |

| 1856 | 1861 | 1866 | 1872 | 1876 | 1881 | 1886 | 1891 | 1896 |
| ---- | ---- | ---- | ---- | ---- | ---- | ---- | ---- | ---- |
| 285  | 297  | 300  | 284  | 279  | 258  | 263  | 270  | 250  |

| 1901 | 1906 | 1911 | 1921 | 1926 | 1931 | 1936 | 1946 | 1954 |
| ---- | ---- | ---- | ---- | ---- | ---- | ---- | ---- | ---- |
| 226  | 250  | 229  | 180  | 152  | 142  | 142  | 143  | 127  |

| 1962 | 1968 | 1975 | 1982 | 1990 | 1999 | 2004 | 2006 | 2009 |
| ---- | ---- | ---- | ---- | ---- | ---- | ---- | ---- | ---- |
| 114  | 92   | 79   | 71   | 56   | 77   | 87   | 89   | 98   |

| 2014 | 2019 | 2022 | - | - | - | - | - | - |
| ---- | ---- | ---- | - | - | - | - | - | - |
| 110  | 115  | 111  | - | - | - | - | - | - |

## Culture locale et patrimoine

### Lieux et monuments
- Ancien château de Lavieu (pour mémoire). Le château est cité au XIIe siècle. Sur l'Armorial de Guillaume Revel (XVe siècle), le donjon d'habitation crénelé domine l'habitat protégé par une enceinte[23].
- Église Saint-Jacques-le-Majeur de Lavieu.

### Héraldique
| Blason ville fr Lavieu (Loire) | Les armoiries de Lavieu se blasonnent ainsi : De gueules à trois couronnes fleurdelisées au naturel. |